# Cremastus convergens
Cremastus convergens là một loài tò vò trong họ Ichneumonidae.